# G. Love & Special Sauce

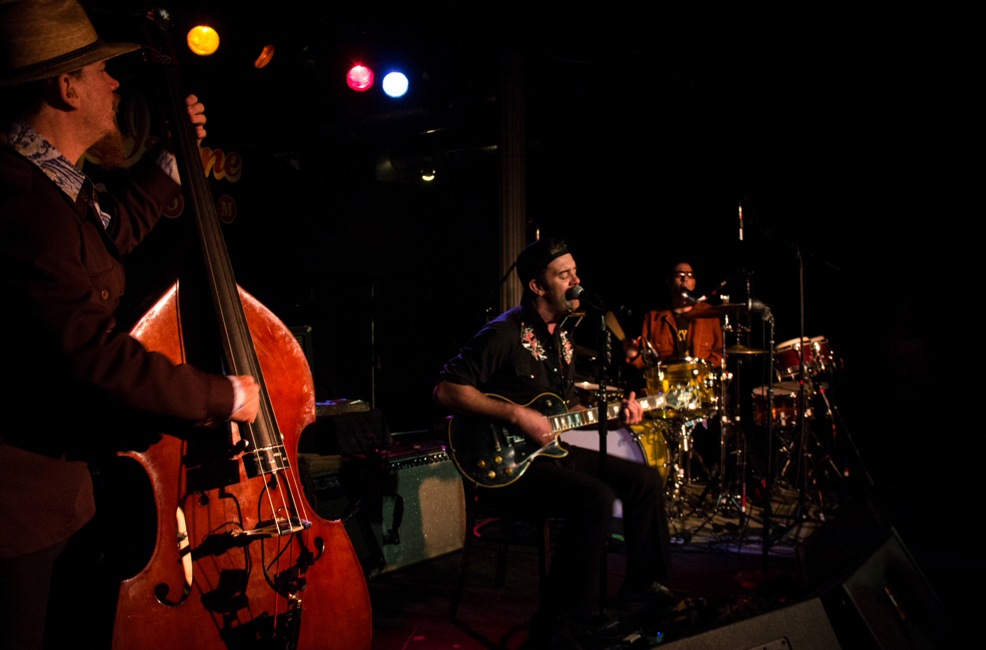
G. Love & Special Sauce, 2015

G. Love & Special Sauce är ett amerikanskt alternativ hiphop-band från Philadelphia, Pennsylvania. Bandet som består av en trio är kända för sin unika stil med en blandning av hiphop, blues och Rock. Sångaren och gitarristen Garrett Dutton, mer känd som G. Love är ledaren och den som skrivit flest låtar till bandet. De andra två medlemmarna är Jeffrey Clemens på trummor och Mark Boyce på keyboard, tidigare var spelade även Jimmie Prescott bas i bandet, men han har nu slutat. 

## Historia
Bandet bildades 1993 i en bar i Boston då Garret uppträdde ensam. Där möttes trummisen Jaffrey och Garrett och de bildade en duo. Jim började spela bas några månader senare och då blev de även husbandet på The Plough and Stars i Cambridge, Massachusetts. 1994 släppte de sitt första album med Okeh Records. Deras genombrottslåt Cold Beverage spelades på MTV, det albumet sålde nästan så mycket att det skulle bli ett guldalbum. Efter albumets succé började de åka ut på turné och få större spelningar än tidigare och de fick en plats på H.O.R.D.E- turnén. 
Ett år efter debutskivan släppte de sitt andra album Coast to Coast motel, men det blev inte lika stor succé som den första skivan. Skivan fick ändå bättre kritik än den första. Under turnén till det albumet höll gruppen nästan på att splittras på grund av bråk om gruppens ekonomi. De blev rådda att ta en paus med gruppen, och börja med saker vid sidan om. 
Oktober 1997 återförenades gruppen och de släppte sin tredje skiva Yeah, I'ts that easy, som spelades in medan bandet även hade egna arbeten vid sidan om. Detta soulinspirerade album liknade mer det första albumet. 
Strax efter den skivan åkte G. Love & Special Sauce ut på världsturné och kom tillbaka till Philadelphia 1999 för att spela in den fjärde skivan Philadelphonic. Efter Philadelphonic kom deras femte skiva Electric Mile. Den skivan hade extrema influenser av hiphop, funk, psychedelica, blues, reggae och soul. Efter Electric Mile åkte bandet ut på en intensiv världsturné. Under den tiden var bandet även husband till Comedy Centrals program Turn ben stein on. Programmet sändes mellan 1999 och 2001.
I sommaren 2005 medverkade bandet också i reklamen för Coca Cola Zero. De skrev även en låt till Coca Cola som heter I'd like to teach the world to sing. 2008 släpptes deras senaste album Superhero brother.

## Medlemmar
- Garrett G. Love Dutton - Sång, Gitarr och munspel.
- Jim Jimmie Jazz Prescott - bas
- Jeffrey Clements - Trummor, sång.
- Mark Boyce - Keyboard.

## Album
- 1994 - G. Love & Special Sauce
- 1995 - Coast To Coast Motel
- 1997 - Yeah, It's That Easy
- 1999 - Philadelphonic
- 2001 - Electric Mile
- 2006 - Lemonade
- 2008 - Superhero Brother
- 2014 - Sugar
- 2020 - The Juice